# Payday: The Heist
Payday: The Heist је кооперативна видео игра коју је развила компанија Overkill Software. У продају је пуштена 18. октобра 2011. године за PlayStation 3 играчке конзоле, а 20. октобра 2011. за Windows. Игра је рађена на Diesel погону игре. Садржи седам различитих мисија.
Додатак за игру под именом Wolf Pack DLC је убачен у игру 7. августа 2012. године. Додатак садржи две нове мисије, додатно оружје, повећано ограничење нивоа које играч може да достигне и могућност надограђивања способности играча.

## Радња игре
У игри Payday: The Heist, играчи користе разноврсно оружје да би извршили задате циљеве, који се односе на крађу ствари или новца. Игра се одиграва у првом лицу. Играчи имају могућност узимања таоца, а убијање цивила је кажњиво. Уколико неки од играча буде ухапшен, што се дешава након што је играч више пута „убијен” током пљачке, његови саиграчу имају могућност да ослободе једног таоца и тако врате свог ухапшеног саиграча у игру. Нивои су програмирани тако да постоји више насумичних догађаја,  што доводи до другачијег исхода.
Игра се фокусира на четири пљачкаша (Далас, Хокстон, Чејнс и Вулф) који међусобно сарађују.

## Продаја
У првих годину дана, игра је била продана у више од 700.000 копија. Од 1. новембра 2014. године Payday: The Heist и Payday 2 су заједно биле продане у више од 9 милиона копија.

## Наставци
Overkill Software је најавио наставак игре Payday: The Heist под називом Payday 2. Payday 2 је пуштен у продају 13. августа 2013. године за рачунаре и у периоду од 13. до 16. августа за играчке конзоле PlayStation 3 и Xbox 360.
Starbreez је најавио наставак под именом Payday 3 до 2023. године.